# Eva Hrdinová
Eva Hrdinová (Plzeň, 15 giugno 1984) è un'ex tennista ceca professionista dal 2004, in classifica ha raggiunto la 168ª di singolare il 14 aprile 2008 e la 55ª di doppio il 18 agosto 2008.
Con i suoi 192 cm di statura, è la tennista femmina più alta della storia. Grazie al suo fisico imponente e massiccio, caratterizzato da un'altezza di 192 cm ed un peso di 90 kg, riesce spesso a prevalere sulle avversarie (quasi sempre molto più minute di lei) nella copertura del campo. Sempre grazie a questa sua caratteristica, ha una grandissima forza nelle lunghe e possenti leve: le braccia le permettono di fare tiri potenti e veloci, e le gambe le permettono di avere una solida presa sul terreno. Data la sua gigantesca mole, tuttavia, è anche molto lenta, macchinosa e poco agile nei movimenti, cosa che in questo caso avvantaggia le avversarie più minute, a suo svantaggio.
Data la sua enorme stazza, è soprannominata "la gigantessa di Plzeň".

## Statistiche

### Doppio

#### Sconfitte (5)
| Legenda: Prima del 2009 | Legenda: Dal 2009     |
| ----------------------- | --------------------- |
| Grande Slam (0)         |                       |
| WTA Finals (0)          |                       |
| Tier I (0)              | Premier Mandatory (0) |
| Tier II (2)             | Premier 5 (0)         |
| Tier III (0)            | Premier (0)           |
| Tier IV (0)             | International (3)     |

| N. | Data             | Torneo                              | Superficie  | Compagna             | Avversarie in finale                  | Punteggio        |
| 1. | 10 febbraio 2008 | Open GDF Suez, Parigi               | Cemento (i) | Vladimíra Uhlířová   | Al'ona Bondarenko Kateryna Bondarenko | 1-6, 4-6         |
| 2. | 27 luglio 2008   | East West Bank Classic, Los Angeles | Cemento     | Vladimíra Uhlířová   | Chan Yung-jan Chuang Chia-jung        | 6–2, 5–7, [4–10] |
| 3. | 22 luglio 2012   | Swedish Open, Båstad                | Terra rossa | Mervana Jugić-Salkić | Catalina Castaño Mariana Duque Mariño | 6–4, 5–7, [5–10] |
| 4. | 3 maggio 2014    | Portugal Open, Oeiras               | Terra rossa | Valerija Solov'ëva   | Cara Black Sania Mirza                | 4-6, 3-6         |
| 5. | 1º maggio 2015   | Sparta Prague WTA, Praga            | Terra rossa | Kateryna Bondarenko  | Belinda Bencic Kateřina Siniaková     | 2-6, 2-6         |

## Risultati in progressione
| Sigla | Risultato               |
| ----- | ----------------------- |
| V     | Vincitore               |
| F     | Finalista               |
| SF    | Semifinalista           |
| O     | Oro olimpico            |
| A     | Argento olimpico        |
| SF    | Bronzo olimpico         |
| QF    | Quarti di Finale        |
| 4T    | Quarto turno            |
| 3T    | Terzo turno             |
| 2T    | Secondo turno           |
| 1T    | Primo turno             |
| RR    | Round Robin             |
| LQ    | Turno di qualificazione |
| A     | Assente                 |
| ND    | Non disputato           |

| Legenda superfici    |
| -------------------- |
| Cemento              |
| Terra battuta        |
| Erba                 |
| Superficie variabile |

### Singolare nei tornei del Grande Slam
| Torneo          | 2008 | 2009 | 2010 | 2011 | 2012 | 2013 | 2014 |
| --------------- | ---- | ---- | ---- | ---- | ---- | ---- | ---- |
| Australian Open | A    | A    | A    | A    | A    | A    | A    |
| Open di Francia | A    | A    | A    | A    | A    | A    | A    |
| Wimbledon       | 1T   | A    | A    | A    | A    | A    | A    |
| US Open         | A    | 1T   | A    | A    | A    | A    | A    |

### Doppio nei tornei del Grande Slam
| Torneo          | 2008 | 2009 | 2010 | 2011 | 2012 | 2013 | 2014 |
| --------------- | ---- | ---- | ---- | ---- | ---- | ---- | ---- |
| Australian Open | A    | 1T   | A    | A    | A    | A    | 1T   |
| Open di Francia | 1T   | 1T   | A    | A    | A    | 1T   | A    |
| Wimbledon       | 1T   | 1T   | A    | A    | A    | 2T   | 2T   |
| US Open         | 1T   | A    | A    | A    | A    | 1T   | A    |

### Doppio misto nei tornei del Grande Slam
Nessuna partecipazione